# José García-Siñeriz
José García-Siñeriz y Pardomoscoso (Madrid, 11 de mayo de 1886 - ibíd., 28 de enero de 1974) fue un ingeniero de minas y geofísico español, procurador a Cortes durante las tres primeras legislaturas del período franquista.

## Biografía
Al terminar sus estudios en Ingeniería de Minas visitó varios centros extranjeros, ingresó en el Instituto Geográfico y Catastral y fue director del Instituto Geológico y Minero de España . Durante esta última etapa escribió la obra Métodos Geofísicos de Prospección, que fue galardonada con Premio Extraordinario y Medalla de Oro por la Real Academia de Ciencias Exactas, Físicas y Naturales, en la que fue admitido como Miembro de Número en 1935.
En el Consejo Superior de Investigaciones Científicas actuó como Vicepresidente Primero y dirigiendo el Instituto Nacional de Geofísica. Fue presidente del Comité Internacional de Geofísica, Miembro de las Academias de Barcelona, Córdoba, Coímbra, Instituto de Minería y Mineralogía de Nueva York, del Deutsche Geologische Gesselchaft de Berlín, así como miembro de número de la Academia Pontificia de las Ciencias y presidente de la Real Sociedad Española de Física y Química (1942).
Procurador en Cortes designado por el jefe del Estado durante la I Legislatura de las Cortes Españolas (1943-1946).
J. García-Siñeriz fue una de las máximas figuras con que ha contado el Cuerpo de Ingenieros de Minas, habiendo desarrollado una intensa labor profesional en el campo de la Geofísica, tanto teórica como aplicada. 
El 15 de julio de 1974 fue constituida en Madrid la fundación que lleva su nombre . A partir del último trimestre de 1994, dicha Fundación tuvo la posibilidad de hacer cumplir el testamento de su fundador y proponer al colectivo de Ingenieros y Licenciados la oferta pública de los Premios de Geofísica García-Siñeriz, de ámbito Ibero-americano.

## Enlaces
- Fundación García-Siñeriz
- José García Siñeriz, en la Real Academia de Ciencias (enlace roto disponible en Internet Archive; véase el historial, la primera versión y la última).
- García Siñeriz, José (1908). Proyecto y presupuesto para desarrollar la explotación de una capa de 3 m. de carbón graso, reconocida por sondeos como casi horizontal en 500 hectáreas.. TF Carrera. E.T.S. Minas (UPM)..